# Uwe Ommer
Uwe Ommer (Bergisch Gladbach, 1943) è un fotografo tedesco, che attualmente vive e lavora dividendosi tra Parigi e New York.

## Biografia
Uwe Ommer ha realizzato i primi scatti nel 1957, a soli 14 anni. Gli è stato conferito in Germania Ovest per tre volte (1962, 1965 e 1966) il premio nazionale annuale riservato al miglior fotografo (nella sezione giovani).
Il 1963 è l'anno del trasferimento di Ommer a Parigi; all'inizio egli ha fatto da assistente a Jean-Pierre Ronzel per poi mettersi in proprio.
Negli anni sessanta e settanta ha lavorato soprattutto al fianco di stilisti, curando servizi fotografici per linee di moda dedicate alle donne e all'infanzia.
Negli anni ottanta e primi novanta Uwe Ommer ha raggiunto la celebrità con le foto di nudi femminili esotici, raccolte poi in numerosi libri e magazine: Asia e Africa sono i continenti su cui ha maggiormente puntato per le location. Ommer ha anche curato un calendario Pirelli (1984).
Nel 1995 è passato alla fotografia documentaristica: in circa sei anni ha immortalato nei suoi scatti i membri di oltre 1.000 nuclei familiari, conosciuti durante una serie di viaggi che ha intrapreso per tutti e cinque i continenti. I servizi, riuniti nel volume 1000 families, sono corredati da interviste ai soggetti ritratti, realizzate dallo stesso Ommer.

## Pubblicazioni principali

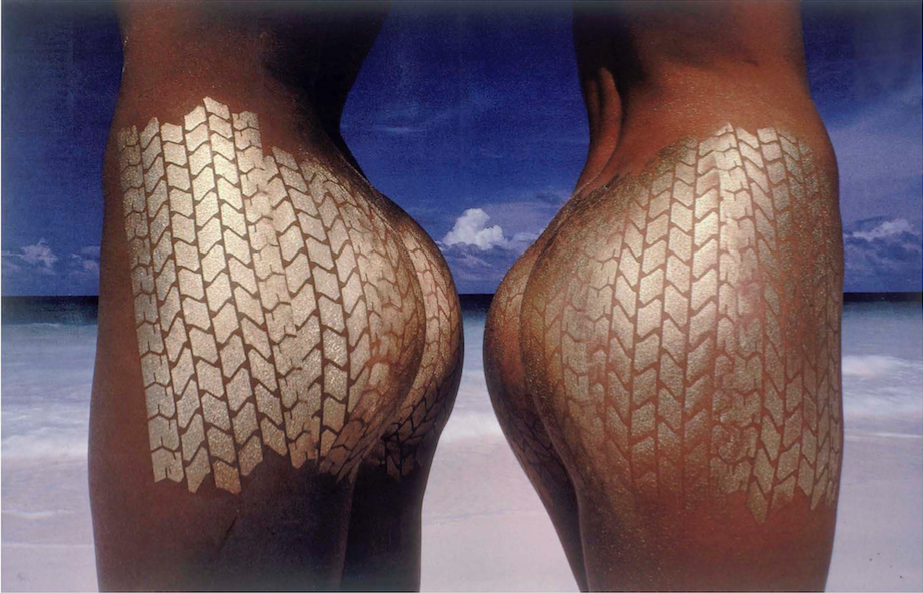
Uwe Ommer, foto Calendario Pirelli 1984

- Photedition 2. Verlag Photographie, Schaffhausen 1980, ISBN 3-7231-1000-2.
- Exotic. Bahia Verlag, München 1983, ISBN 3-922699-24-3.
- Calendario Pirelli, 1984.
- Black ladies, Taco, Berlin 1987, ISBN 3-89268-032-9.
- Erotic Photographs, Taco, Berlin 1988, ISBN 3-89268-044-2.
- Black ladies, Taschen, Köln 1995, ISBN 3-8228-8674-2.
- Asian ladies, Taschen, Köln 2000, ISBN 3-8228-7181-8.
- 1000 families : das Familienalbum des Planeten Erde, Taschen, Köln 2002, ISBN 3-8228-2264-7.
- Transit : in 1424 Tagen um die Welt, Taschen, Köln 2006, ISBN 978-3-8228-4653-7.
- Do It Yourself, zus. mit Renaud Marchand, Taschen, Köln 2007, ISBN 3-8228-5628-2.